# نيزارا
نيزارا (الاسم العلمي: Nezara)، جنس حشرات بقية عاشبة من فصيلة خماسيات الفصلات.